# Jalazone

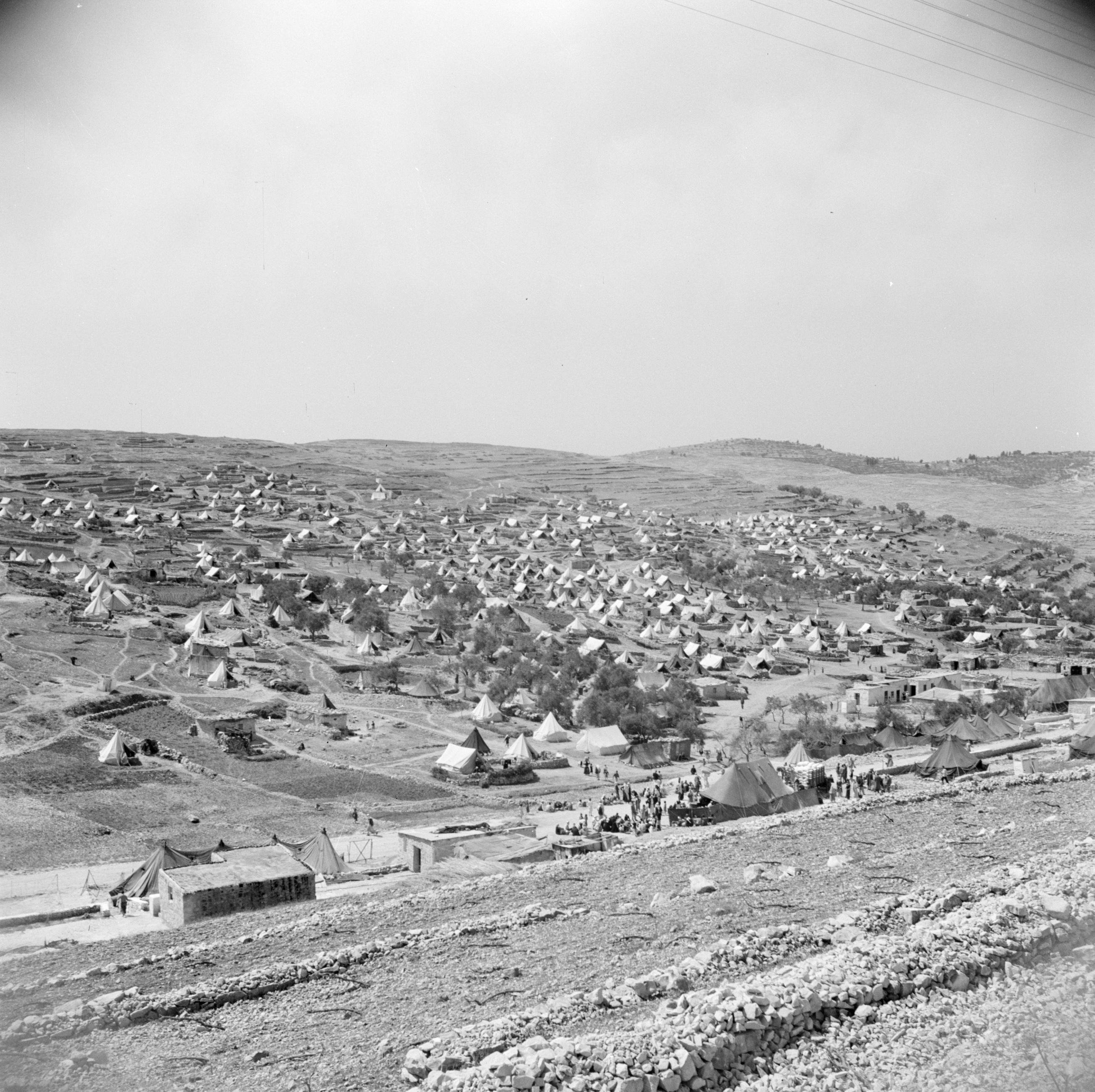
Jalazone (1950)

Jalazone est un camp de réfugiés palestiniens aux abords de Ramallah, en Cisjordanie. Il accueille environ 10 000 réfugiés.
Le camp fut établi en 1949 sur une superficie de 25 hectares à 7 km au nord de Ramallah. La plupart des réfugiés de ce camp sont originaires de Lydda (Lod) et des régions centrales de la Palestine, à la suite du conflit de 1948.

## Musique
Dans les camps de réfugiés de Jénine, Deir Ghassaneh, Kalandia et Jalazone, en Cisjordanie mais aussi de Chatila et de Bourj el-Barajneh à Beyrouth, l'école de musique de l'association Al Kamandjâti, fondée à Angers en 2002 et installée à Ramallah en 2008 par Ramzi Aburedwan, forme des apprentis interprètes. Plus de 150 élèves s'inscrivent chaque année aux cours de théorie de la musique et d’apprentissage d'un ou plusieurs instruments. L'association fournit instruments, pupitres et partitions. Les cours sont assurés par des musiciens étrangers comme ceux de l'Orchestre arabo-andalou d'Anjou, de l'Orchestre de chambre de Paris ou comme le chef Diego Masson qui encadrent les jeunes bénévolement. Des concerts sont organisés en Cisjordanie mais parfois aussi en Israël, souvent annulés en raison des conflits,.